# Leichtathletik-Weltmeisterschaften der Behinderten 2013/Teilnehmer (Palästina)
| stlisierte Goldmedaille | stlisierte Silbermedaille | stlisierte Bronzemedaille |
| ----------------------- | ------------------------- | ------------------------- |
| —                       | —                         | —                         |

Die palästinensische Mannschaft für die Leichtathletik-Weltmeisterschaften der Behinderten 2013 bestand aus  zwei Athleten, von denen jedoch keiner am Start war.

## Ergebnisse

### Männer
| Athleten          | Wettbewerb     | Vorlauf / Vorkampf | Vorlauf / Vorkampf | Halbfinale   | Halbfinale | Finale       | Finale |
| Athleten          | Wettbewerb     | Zeit / Weite       | Rang               | Zeit / Weite | Rang       | Zeit / Weite | Rang   |
| ----------------- | -------------- | ------------------ | ------------------ | ------------ | ---------- | ------------ | ------ |
| Ayman Braik       | 200 m T13      | –                  | –                  | DNS          | –          | –            | –      |
| Mohammed Fannouna | 200 m T13      | –                  | –                  | DNS          | –          | –            | –      |
| Mohammed Fannouna | Weitsprung T13 | –                  | –                  | –            | –          | DNS          | –      |